# T Цефея
T Цефея — звезда, красный гигант, расположенный в созвездии Цефея на расстоянии 685,22 световых лет от Солнца.
T Цефея является переменной Мира-типа: её яркость изменяется между величиной 5,40 и 10,9 с периодом 388,1 дней. Это звезда — красный гигант спектрального типа M, и размером больше Солнца в 540 раз, температура поверхности составляет около 2900 К. Минимальная и максимальная светимости составляют 1,64 и 103,8 раза (соответственно) мощнее, чем у светимости Солнца. T Цефея приближается к Солнечной системе со скоростью 8 километров в секунду.